# Peter St Clair-Erskine (7e comte de Rosslyn)
Pour les articles homonymes, voir St Clair et Erskine.
Peter St Clair-Erskine, 7e comte de Rosslyn, (né le 31 mars 1958), connu professionnellement sous le nom de Peter Loughborough, est un pair britannique et ancien commandant de la police métropolitaine. La célèbre chapelle de Rosslyn est sur ses terres.

## Jeunesse et formation
Lord Rosslyn fait ses études au Collège d'Eton et à l'Université de Bristol. Il hérite de ses titres en 1977 et prend son siège à la Chambre des lords le 15 janvier 1980. Après l'adoption du House of Lords Act 1999 qui exclut la plupart des pairs héréditaires, il est élu parmi les 28 pairs du groupe Crossbench qui devaient rester à la Chambre des Lords.

## Carrière
Rosslyn rejoint le service de police métropolitain en 1980 sur la recommandation de son cousin Lord Strathnaver, un ancien détective et héritier de la 24e comtesse de Sutherland. Il atteint le grade d'inspecteur en chef dans les années 1990. En 1994, il dirige l'opération secrète Troodos, une répression réussie contre les trafiquants de drogue dans l'ouest de Londres, dont le fournisseur de drogue de James Spencer-Churchill, plus tard duc de Marlborough. De 2003 à 2014, il est chef du Département des redevances et de la protection diplomatique (fusionné depuis avec le Commandement de la protection). Il reçoit la Médaille de la police de la reine dans les honneurs du Nouvel An 2009 et est réputé le «policier préféré» de la reine.
En mars 2014, Lord Rosslyn est nommé maître de la maison du prince de Galles et de la duchesse de Cornouailles à Clarence House.
Le 29 septembre 2014, Lord Rosslyn est nommé Commandeur de l'Ordre royal de Victoria (CVO) après avoir renoncé à sa nomination à la tête du département de la royauté et de la protection spécialisée.

## Famille
Il épouse Helen Watters en 1982 et ils ont deux fils et deux filles.
- Jamie William St Clair-Erskine, Lord Loughborough (né le 28 mai 1986)
- Alice St Clair-Erskine (née le 14 juin 1988), une actrice avec le nom de scène Alice St Clair (en)[7], elle joue Catherine Middleton dans un téléfilm américain sur le Mariage du prince William et de Catherine Middleton.
- Harry St Clair-Erskine
- Lucia St Clair-Erskine